# Lockwood-Ligament
Das Lockwood-Ligament ist ein Teil des komplexen Aufhänge-, Halte- und passiven Bewegungsapparates der Augen innerhalb der Augenhöhlen (Orbita). Es besteht aus den unteren Teilen der Haltebänder (Retinacula bulbi), dem unteren Teil des Ringbandes der Tenonschen Kapsel, dem Ligamentum palpebrae und der Membrana intermuscularis im Bereich der unteren Augenmuskeln. Es gleicht quasi einer „Hängematte“, in der der Augapfel ruht und dient darüber hinaus, unterstützt von medialen und lateralen Hemmbändern (Check-Ligamenten), dessen Gleichgewicht und stabiler Lage.
Reißen die Bänder, zum Beispiel im Rahmen eines Schädeltraumas, so kann dies zu Schielen (Strabismus) führen. Auch bei einer Orbitabodenfraktur sind häufig die Fasern des Lockwood-Ligament betroffen.
Das Lockwood-Ligament ist benannt nach dem britischen Chirurg und Anatom Charles Barrett Lockwood (* 23. September 1856, † 8. November 1914).